# Wäldi
Wäldi (toponimo tedesco) è un comune svizzero di 1 050 abitanti del Canton Turgovia, nel distretto di Kreuzlingen.

## Storia
Nel 1995 ha inglobato i comuni soppressi di Engwilen, Lipperswil (che a sua volta nel 1812 aveva inglobato il comune soppresso di Hattenhausen-Hefenhausen) e Sonterswil.

## Monumenti e luoghi d'interesse

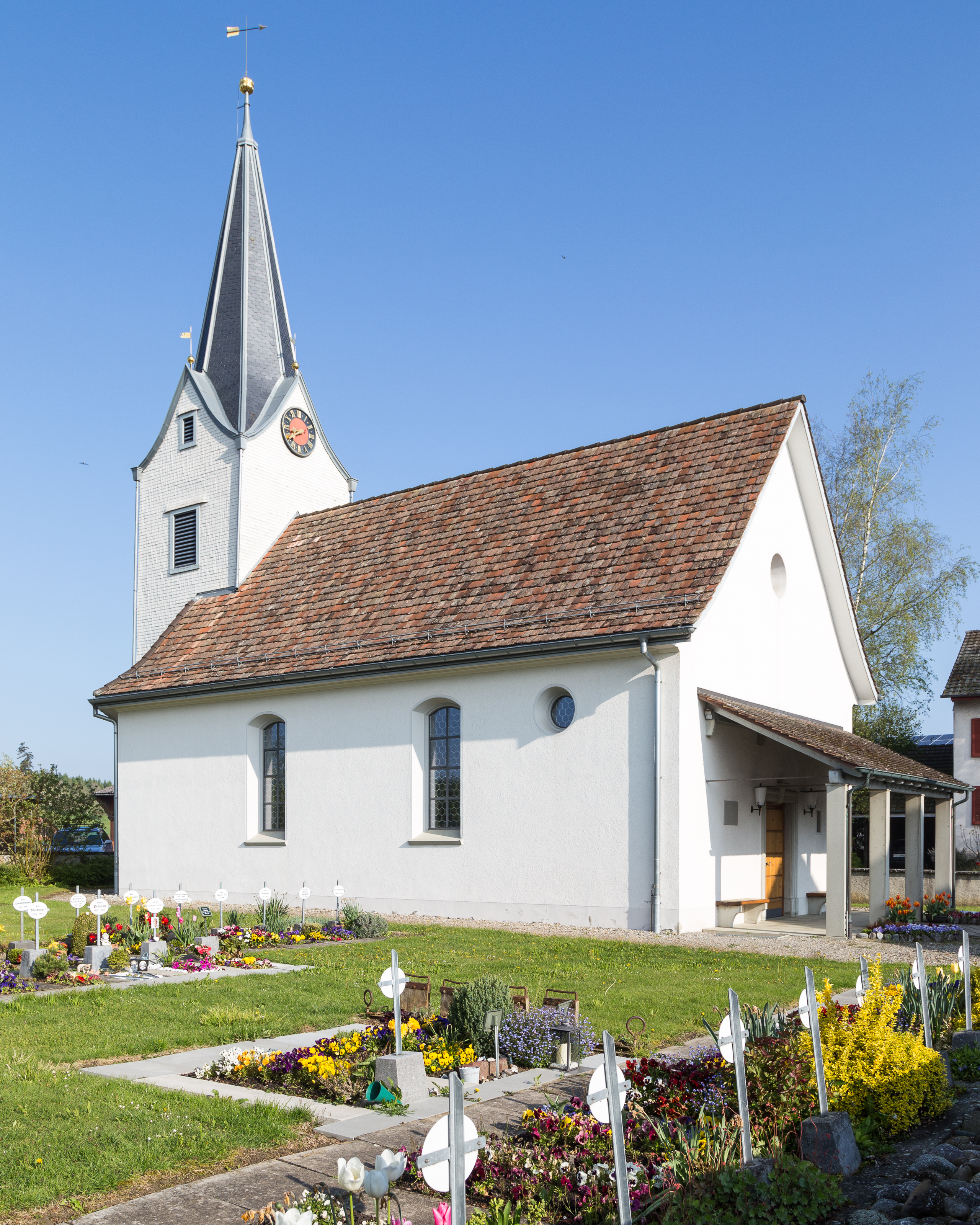
La chiesa riformata

- Chiesa riformata, eretta nel 1723[2].

## Società

### Evoluzione demografica
L'evoluzione demografica è riportata nella seguente tabella (con Engwilen, Lipperswil e Sonterswil):
Abitanti censiti

## Geografia antropica

### Frazioni
- Engwilen[4]
- Lipperswil[1]
  - Hattenhausen
  - Hefenhausen
- Sonterswil[5]
  - Gunterswilen
  - Hohrain

## Amministrazione
Ogni famiglia originaria del luogo fa parte del cosiddetto comune patriziale e ha la responsabilità della manutenzione di ogni bene ricadente all'interno dei confini del comune.